# Kasantyp
Kasantyp (ukrainisch und russisch Казантип, tatarisch Qazantıp) ist ein in das Asowsche Meer ragendes Kap und bildet den nördlichsten Punkt der Halbinsel Kertsch auf der Halbinsel Krim in der Ukraine.
Der Name kommt vom krimtatarischen Namen „Qazan tüp“ und bedeutet „Boden eines Kessels“ mit Bezug auf sein konkaves Profil.

## Geographie
Kap Kasantyp liegt etwa 10 km nordöstlich der Stadt Schtscholkine, 60 km westlich von Kertsch sowie 150 km nordöstlich von Simferopol und gehört verwaltungstechnisch zum Rajon Lenine der Autonomen Republik Krim.
Das Kap ist die Nordspitze einer Halbinsel und trennt die Kasantyp-Bucht von der Arabat-Bucht. Der nördliche Teil der Halbinsel ist mit dem südlichen Teil durch einen schmalen sandigen Isthmus mit einer Breite von etwa 1,5 km verbunden.
Das größtenteils von Steppe bedeckte Kap mit einem Durchmesser von etwa 3–4 km hat eine maximale Höhe von 106,5 m und eine durchschnittliche Höhe von 30–40 m. Die Höhe des Bodens liegt bei 20–30 m über dem Meeresspiegel. 
Auf dem Kap befindet sich ein Leuchtturm und auf der östlichen Hälfte des Kaps befinden sich die Ruinen einer Siedlung aus dem 3. und 2. Jahrhundert v. Chr.

## Naturschutz
Bereits 1998 wurde in Kasantyp ein 4,5 km² großes Naturschutzgebiet (Kazantyp Natur Sapowednik) eingerichtet, und seit 2004 ist der Klippen-Komplex Kap Kasantyp mit einer Fläche von 251 ha ein Naturschutzgebiet nach der Ramsar-Konvention.

## Diverses
Das nach dem Kap benannte Festival für elektronische Tanzmusik KaZantip fand von 1997 bis 1999 wenige Kilometer südlich vom Kap in der Bauruine des nie ans Netz gegangenen Kernkraftwerks Krim statt.
2007–2008 fanden auf Kasantyp die Dreharbeiten des 30 Millionen US-Dollar teuren Films „Die bewohnte Insel“ (russisch: Обитаемый остров), eines Science-Fiction-Films unter der Regie von Fjodor Bondartschuk (Sohn von Sergei Bondartschuk), nach dem 1969 erschienenen, gleichnamigen Roman von Arkadi und Boris Strugazki, statt.

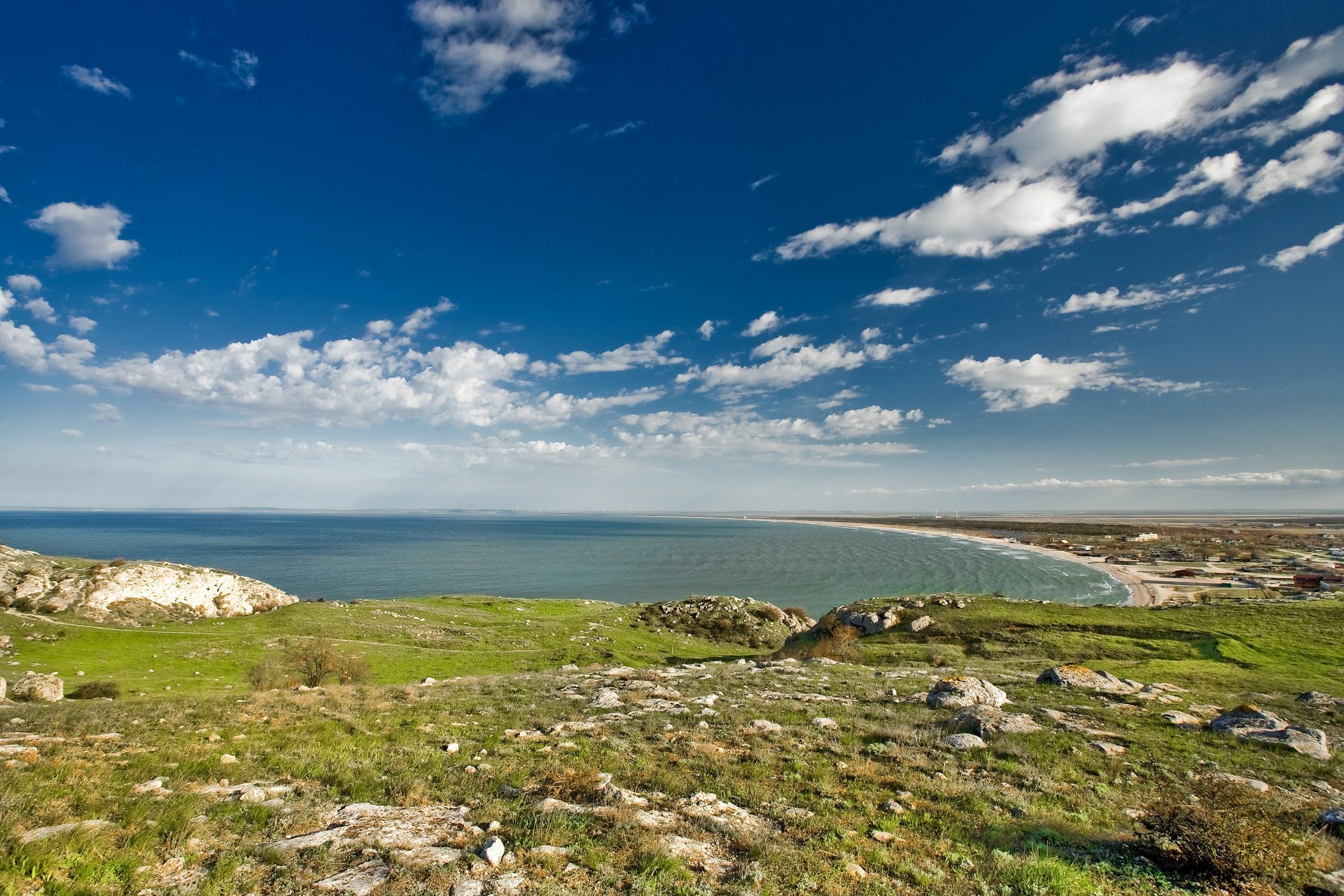
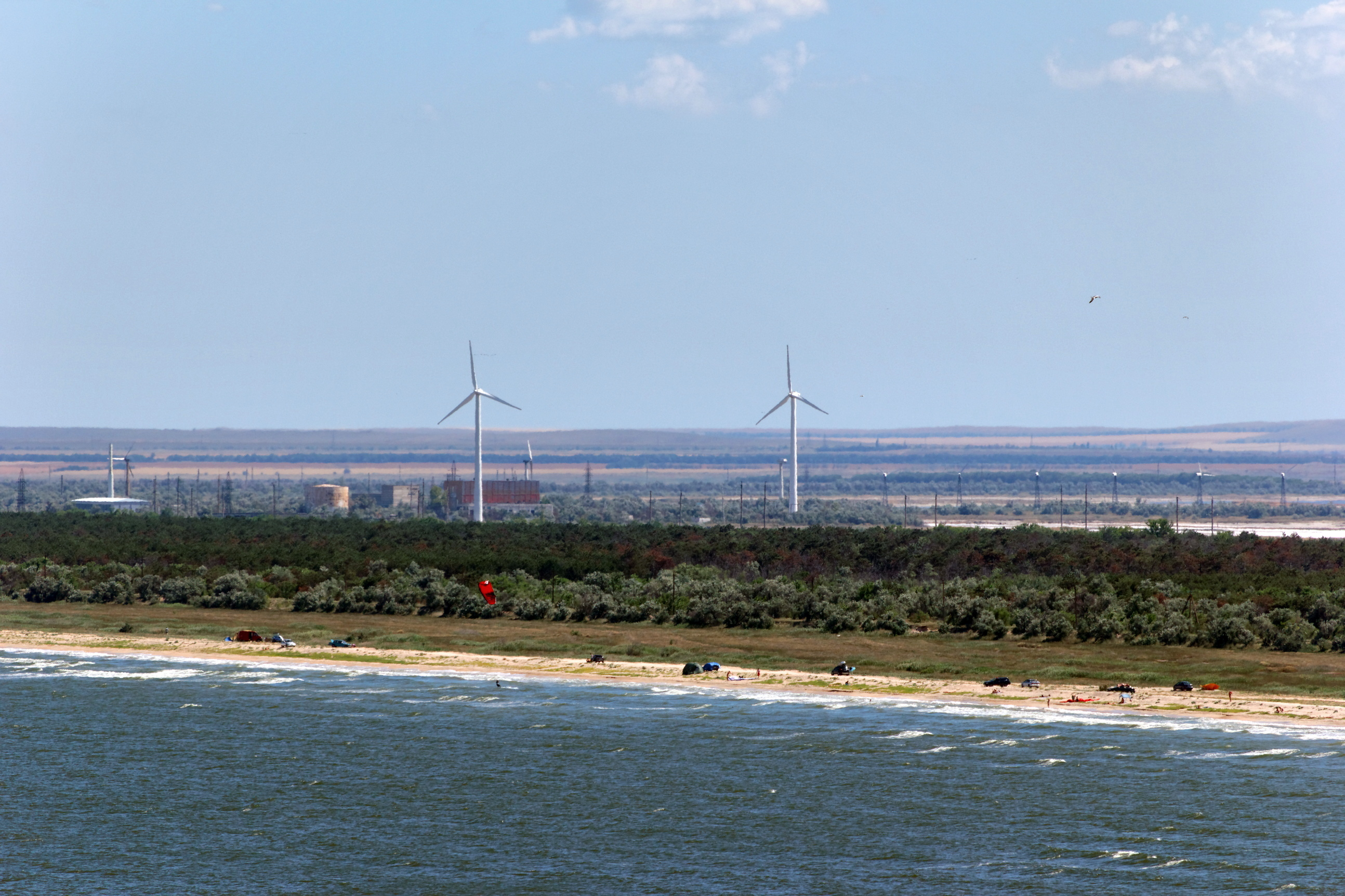
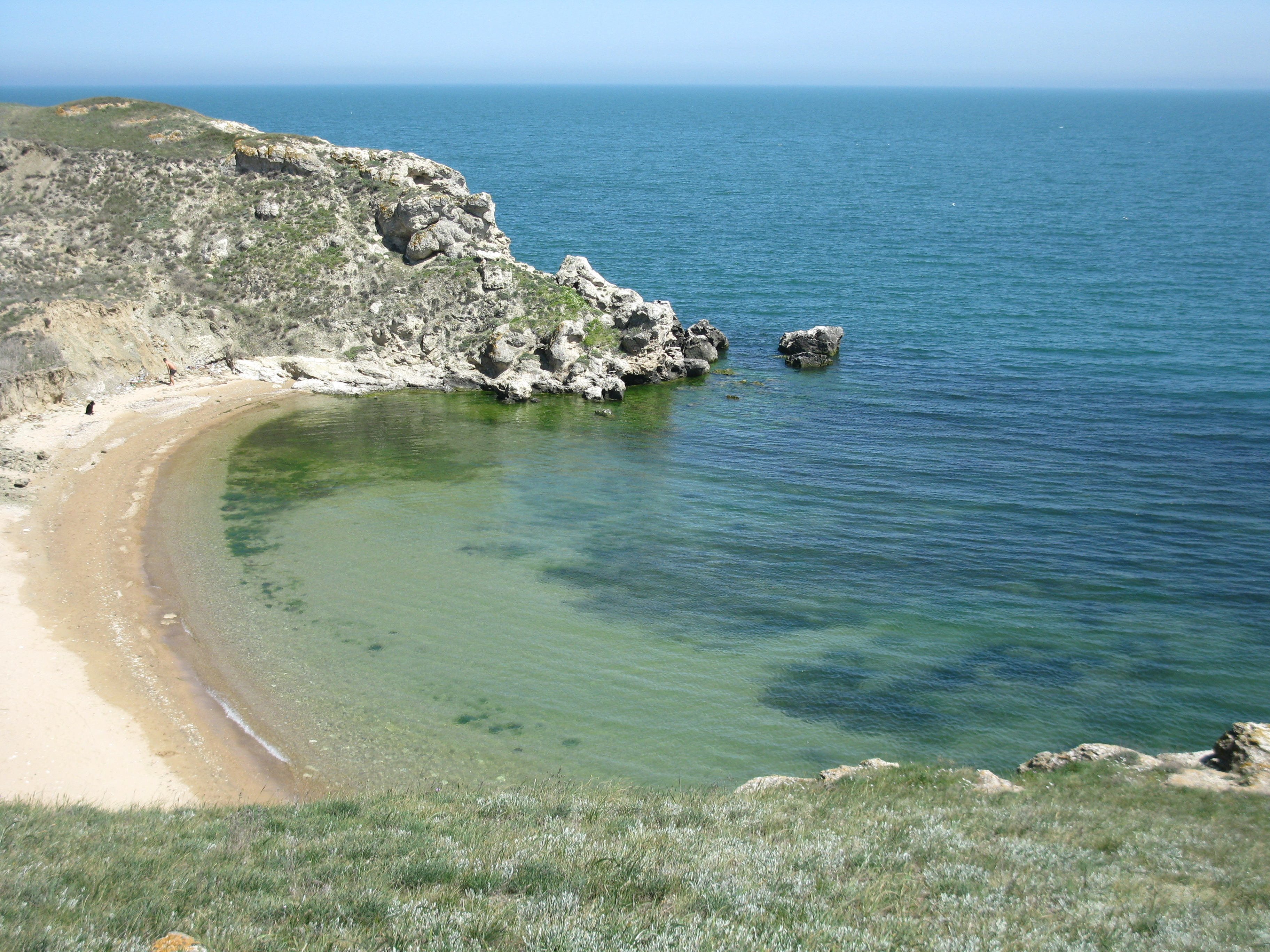